# 小行星349
小行星349（349 Dembowska）是一颗围绕太阳公转的小行星。1892年12月9日，奧古斯特·卡洛斯在尼斯描述了此天体。
該小行星以意大利天文学家埃尔科莱·登博夫斯基命名。
这颗小行星的绝对星等为5.93等。它和木星形成7:3的轨道共振。小行星349的反射率为0.3840，在已知直径在75千米以上的小行星中，只有灶神星的反射率比它高.。

## 相关條目
- 小行星列表/10001-11000

## 外部連結
- Asteroid Lightcurve Database (LCDB) （页面存档备份，存于）, query form (info （页面存档备份，存于）)
- Dictionary of Minor Planet Names, Google books
- Discovery Circumstances: Numbered Minor Planets (10001)-(15000) （页面存档备份，存于） – Minor Planet Center
- 小行星349 at AstDyS-2, Asteroids—Dynamic Site
  - Ephemeris · Observation prediction · Orbital info · Proper elements · Observational info
- NASA JPL小天體瀏覽器上的小行星349

| 前一小行星： 小行星348 | 小行星列表 | 後一小行星： 小行星350 |